# Artéria cística
A artéria cística é a artéria que vasculariza a vesícula biliar e o ducto cístico.